# Orthosia inherita
Orthosia inherita là một loài bướm đêm trong họ Noctuidae.